# Petuh
Petuh of Petu is een Deens-Duitse mengtaal of contacttaal, nauwer omschreven een variant van Hoogduits met invloed van het Nedersaksisch, Rijksdeens en Zuidjuts. Het wordt of werd gesproken in Flensburg bij de Deens-Duitse grens.
Petuh heeft een Hoogduitse zinsbouw en bestaat meestal uit Hoogduitse woorden, maar is sterk beïnvloed door de grammatica, uitspraak en woordenschat van het Deens en Nedersaksisch. Het aantal sprekers loopt terug.

## Naam en definitie
De naam van het Petuh is van partout afgeleid, omdat het de typische taal geweest zou zijn van oude dames die in het begin van de 20e eeuw partoutkaarten (seizoenkaarten, Frans partout: overal) voor de stoomboten op de Flensburger Fjord hadden en daar met elkaar converseerden. Het is dus van oorsprong meer een aanduiding van een bepaalde sociale groep dan een vaste taalnorm. Het gehele idee van "Petuh-tanten" en een aparte Petuh-taal is echter ook gevormd door de weergave in latere komedies en humoristische dialogen.
Volgens een populaire hypothese zal de Petuhtanten-taal als een mengtaal van de Deense en Duitse dialecten aan beide zijden van de fjord ontstaan zijn, toen de inwoners op de excursieboten en in de cafés aan de oevers van de fjord elkaar ontmoetten.
Een probleem van het concept is dat er nauwelijks contemporaine bronnen bestaan. De meeste samenhangende teksten en geluidsbestanden in het Petuh zijn nagemaakte dialogen van het eind van de 20e en het begin van de 21e eeuw.

## Geschiedenis
Flensburg was oorspronkelijk Deenstalig, en dan eeuwenlang een Nederduitse enclave in het Deense taalgebied, hoewel de inwoners vaak kennis van beide talen hadden. De Deens-Nederduitse taalgrens lag tot in de 17e eeuw zo'n 40 km ten zuiden van Flensburg, bij het Dannewerk. De stadswet van Flensburg van 1284 was in het Deens geschreven. In de 15e tot 17e eeuw veranderde de taal van de burgerij (kooplieden en ambtenaren) naar het Nederduits. De lagere bevolkingsgroepen, bijvoorbeeld ambachtslieden en dienstmeiden (die van het omringende platteland kwamen) bleven nog lang het Deens (Zuid-Juts) spreken.
Gedurende de nationale tegenstellingen van de 19e eeuw waren de Flensburgers meestal pro-Deens en koningsgezind, ondanks de Nederduitse taal van de stad. Flensburg had sterke handelsbanden met het noorden en werd ook meestal als een deel van Noord-Sleeswijk gezien. 1864 verloor Denemarken de Duits-Deense oorlog. Het Hertogdom Sleeswijk werd een deel van Pruisen. De gebieden ten zuiden van Flensburg waren toen al aan het wisselen naar het Duits, maar Noord-Sleeswijk bleef Deenstalig en ook meestal Deensgezind. De stad Flensburg lag dus al in de 19e eeuw direct bij de Deens-Duitse taalgrens. De tegenwoordige staatsgrens is pas een resultaat van het referendum van 1920.
Tijdens de decennia onder het Duitse Keizerrijk groeide de stad snel en had veel immigratie vanuit het zuiden en ook van het omringende platteland. In de periode van 1870 tot 1900 bestond er een dubbele taalverandering in Flensburg en de Sleeswijkse omgeving: van Deens (Zuid-Juts) naar Duits en van Nederduits naar Hoogduits. Er was echter ook steeds nog een nauw contact met het Deenstalige noordelijke deel van Sleeswijk. De taal van deze overgangstijd werd later als iets typisch voor Flensburg gezien en Petuh genoemd.
De excursieschepen op het fjord voeren ook in beperkte mate na de grenswijziging van 1920. In 1953 kwam de eerste belastingvrije scheepsroute tot stand,  wat snel een succes werd (Duits: Butterfahrten, Deens: spritrute – sterkedrankenroute, naar de meest begeerde goederen wederzijds). Met de wegval van belastingvrijheid op reizen binnen de EU in 1999 verdwenen de meeste boottochten op de Flensburger Förde.

## Classificatie en oorsprong
Het is onzeker of Petuh als moedertaal van iemand bestond. Meer waarschijnlijk was het misschien een resultaat van voormalig Deens- en Nederduitstalige inwoners die probeerden om Hoogduits te spreken, dus eerder een contacttaal dan een pidgin.
De typische eigenschappen van het Petuh komen ook voor in het Nedersaksische dialect van Angel, de streek ten zuidoosten van Flensburg, waar de boeren nog in de 19e eeuw een Deens (Zuid-Juts) dialect spraken. Het is dus aannemelijk dat het Petuh een overgangsverschijnsel is van de taalwisseling van Deens naar Duits. Rond 1900 sprak de hogere burgerij in Flensburg Hoogduits, de meerderheid sprak Nedersaksisch. In de westelijke en noordelijke stadswijken die aan het platteland grensden, werd Zuid-Juts gesproken, en sommige inwoners hadden ook in de tijd voor de Tweede Duits-Deense Oorlog van 1864 het officiële Rijksdeens op school geleerd.
Denen die Duits spreken hebben vaak de zelfde "fouten" als Petuh-sprekers. Petuh is dus vrij makkelijk te volgen voor Denen die Duits kennen.
Sommige van de kenmerken en woorden van Petuh zijn steeds nog typisch voor het Duitse stadsdialect van Flensburg. Indien zulke woorden uit het Deens stammen, worden ze niet begrepen door andere Noordduitsers.

## Petuh vandaag
De Petuh-taal of -streektaal wordt als een cultureel kenmerk van Flensburg beschouwd. Er zijn bijvoorbeeld stadswandelingen in Flensburg en Glücksburg met Petuh-sprekende gidsen.
Flensburg heeft een Nederduits theater, de Niederdeutsche Bühne Flensburg, hoewel de Nederduitse taal heden eigenlijk minder in Flensburg dan in andere streken van Noord-Duitsland wordt gebruikt. Acteurs van de Niederdeutsche Bühne hebben zich ook voor het Petuh ingezet. Bekende artistieke  gebruikers van het Petuh zijn bijvoorbeeld Renate Delfs (de)  (1925-2018), Hilke Rudolph (Petuh-naam: Frau Christiansen ofwel "Chrischansen") en Gerti Molzen. Van deze en anderen bestaan er ook boeken en cd's met verhaaltjes en dialogen.

## Voorbeelden
- Is dat Sünde! – dat is jammer! (Duits: Ist das Schade, Deens: Det er synd, ook Nederlands: Dat is zonde)
- Dat mit dem Jensen is voll Sünde, nich? – Vervelend wat er met Jensen is gebeurd, hè?
- So'n Aggewars! – wat een stress!
- besüsseln – iemand verzorgen en koesteren
- figellinsch – sluw
- Kinner einlegen – kinderen naar bed brengen (Duits einlegen betekent anders inlassen, inleggen)
- Nun sollen wir mal sehen und kommen los. - Nou moeten we maar zien dat we vertrekken. (Duits: Nun sollen wir mal los, Deens: Nu skal vi se at komme af sted; het "at" wordt in dagelijkse taal "og" uitgesproken wat eigenlijk "en" betekent)
- Das ist gut und haben – dat is goed te hebben (Duits: Das ist gut zu haben, Deens: Det er godt at have, uitgesproken: Det er godt og have)
- ohaueha - ach, och (Duits: oh, oh je, Deens: uha of uha uha,
- nehrig – gierig (Duits: geizig, Deens: nærig),
- kräsen – kieskeurig (Duits: pingelig, wählerisch, Deens: kræsen)
- flütten – verhuizen (Duits: umziehen, Deens: flytte)
- stakkel – arm ding (Duits: armes Wesen, Deens: stakkel)
- gaffen – schreeuwen (Duits: rufen, schreien, Zuid-Juts gaff is schreeuwen, terwijl Standarddeens gabe is gapen)
- schlecht zupass, schied zupass – zich slecht voelend (Deens: dårligt tilpas, skidt tilpas)
- schluckohrig – terneergeslagen, teleurgesteld (Deens: slukøret, maar oorspronkelijk van Nederduits slukorig, met neerhangende oren)

Het Deens woord at (te) wordt voor een infinitief als "o" uitgesproken, net zoals het woord og (en). In het Petuh-Duits ontstond er hierdoor een verwarring tussen zu en und, daarom staat er un(d) kommen in plaats van zu kommen.
In het Noordduits spreekt men de s voor een klinker aan het begin van een woord stemhebbend uit (zoals de Nederlandse z), maar in het Petuh wordt de s overal stemloos uitgesproken. Ook dit wijst op Deense invloed, omdat in het Deens de s stemloos uitgesproken wordt. In geschreven teksten wordt deze klank soms als sz of ß geschreven omdat een Duits ß altijd stemloos is.
De klank g in het begin van een woord of lettergreep wordt op Petuh zacht uitgesproken, in tegendeel tot het Deens, maar overeenstemmend met het Nederduits.